# Provincia de Rioja
La provincia de Rioja es una de las diez que conforman el departamento de San Martín, en el nororiente del Perú.
Limita por el norte y por el este con la provincia de Moyobamba, y por el sur y por el oeste con el departamento de Amazonas. Su capital es la ciudad de Rioja.
Desde el punto de vista jerárquico de la Iglesia católica, forma parte de la prelatura de Moyobamba, sufragánea de la arquidiócesis de Trujillo y encomendada por la Santa Sede a la archidiócesis de Toledo en España.

## Historia
En la época incaica, la zona que hoy constituye la provincia de Rioja, estuvo habitada por dos tribus: los Uquihuas y los Chepenes.
A fines del siglo XVI, llegó a Uquihua el arzobispo Toribio de Mogrovejo, como uno de los primeros catequizadores católicos. Posteriormente en el siglo XVIII, con idéntica misión, llegaron el obispo Baltasar Jaime Martínez de Compagñón, el intendente de Trujillo don Juan José Martínez de Pinillos y el justicia mayor don Félix de la Rosa Reátegui y Gaviria. Este último, por encargo de Martínez de Compagñón, funda el pueblo de Santo Toribio de la Nueva Rioja, el 22 de septiembre de 1782.
Rioja tuvo una notable participación en la consolidación de la independencia de Maynas, pues, luego de proclamarse la independencia de esta, el 19 de agosto de 1821, un grupo de realistas rebeldes continuó perturbando la tranquilidad de muchos pueblos amazónicos desde Moyobamba, donde habían hecho su centro de operaciones. 
El 4 de septiembre de 1822, las tropas patriotas, dirigidas por el teniente coronel Nicolás Arriola, parten de Chachapoyas con dirección a Moyobamba. A su paso por Rioja, libran tres batallas: la batalla de La Ventana, la de Tambo del Visitador y la de Rioja. Vencedores los patriotas, avanzan, con el apoyo de muchos riojanos, hacia el pueblo de La Habana, donde se libra la Batalla de La Habana; con la cual se logra vencer definitivamente a los españoles, proclamándose nuevamente la independencia de Maynas el 25 de septiembre de 1822.
Por Ley n.º 8142, del año 1935, en el gobierno del presidente Óscar R. Benavides, se crea la provincia de Rioja, contando en aquel entonces con solo cuatro distritos: Rioja, Posic, Yorongos y Yuracyacu. Posteriormente tras la apertura de la Carretera Marginal, se forman nuevas poblaciones, creándose entonces cinco distritos más: Pardo Miguel, Nueva Cajamarca, Elías Soplín Vargas, San Fernando y Awajún; determinando así su actual distribución política.

## Topónimo
La etimología del topónimo Rioja, que lleva por nombre la comunidad autónoma de La Rioja (España) y que heredaron la provincia de La Rioja y su capital en Perú, ha sido muy discutido. Las principales teorías son: La que le hace corresponder con el río Oja; la que señala como germen una tautología nominal en el término rivo Ohia que significaría 'río de lecho fluvial', la que apunta al término rivalia, que se traduciría como tierra de riachuelos; y las múltiples que indican que tendría sus orígenes en la lengua vasca por ejemplo como unión de los vocablos erria y eguia, que se traduciría como tierra de pan. Este nombre aparece escrito por primera vez en un documento de la Edad Media datado en el año 1099, el fuero de Miranda de Ebro.

## Geografía
La ciudad de Rioja, está ubicada en el Valle del Alto Mayo, al norte del departamento de San Martín. Está a 6°6′0″S 77°8′30″O / -6.10000, -77.14167 y tiene una superficie de 2535,04 km².

### Altitud
Tiene 848 m. s. n. m., sus partes montañosas se elevan sobre los 1000 m. s. n. m.

### Climatología
El clima puede clasificarse como subtropical y semihúmedo. La temperatura anual promedio es de 22.5 °C., registrando variantes comprendidas entre 16.5 y 28.4 °C. 

### Vías de comunicación
Está comunicada con el resto del país mediante vía terrestre y aérea.
Por vía terrestre: Mediante la Carretera Marginal de la Selva. Existe servicio diario de ómnibus, colectivos, microbuses y camiones a la sierra, costa y principales ciudades del departamento. 
Por vía aérea: A finales del año 2023, se reiniciará la actividad en el aeropuerto Juan Simons Vela de la ciudad.
Por vía pies: Es una caminata de dos días a Tarapoto.
Por vía fluvial: Es utilizada a través de los ríos Mayo, Tónchima y Negro, por pequeñas embarcaciones (bote a motor, canoas y balsas).

## División administrativa
La provincia tiene una extensión de 2535,04 km² y se divide en 9 distritos:
| Distritos de la provincia de Rioja | Distritos de la provincia de Rioja | Distritos de la provincia de Rioja |
| Distrito                           | Ley                                | Fecha                              |
| ---------------------------------- | ---------------------------------- | ---------------------------------- |
| Rioja                              |                                    | Época indep.                       |
| Awajún                             | 24040                              | 16 de diciembre de 1984            |
| Elias Soplin Vargas                | 24040                              | 16 de diciembre de 1984            |
| Nueva Cajamarca                    | 24040                              | 16 de diciembre de 1984            |
| Pardo Miguel                       | 24040                              | 16 de diciembre de 1984            |
| Pósic                              | 8142                               | 9 de diciembre de 1935             |
| San Fernando                       | 24040                              | 16 de diciembre de 1984            |
| Yorongos                           | 8142                               | 9 de diciembre de 1935             |
| Yuracyacu                          | 8142                               | 9 de diciembre de 1935             |

## Población
Según el censo del 2017 realizado por el Instituto Nacional de Estadística e Informática la provincia tiene una población total de 122 544 habitantes que representa el 15.1% del total poblacional en la región San Martín.
La capital de esta provincia es la ciudad de Rioja ubicada a 841 m. s. n. m. con una población de 25 521 habitantes.

## Atractivos turísticos
Rioja es también llamada la Ciudad de los Sombreros. Puede visitarse la Cueva de los Huacharos, los Túneles de Aguas Claras, la Cueva de las Velas, la Laguna de San Francisco, Mashuyacu, el Balneario San Juan Urificio, Naciente del Río Tioyacu, Naciente del Río Negro, la encañada de Yorongos, los humedales de Santa Elena, la cueva de Palestina y el Bosque de las Nuwas.

## Autoridades

### Regionales
- Consejeros regionales
  - 2023-2026[3]

  1. Eliseo Paredes Diaz (Avanza País - Partido de Integración Social)
  2. Orlando Terrones Suárez (Acción Popular)

### Municipales
Autoridades Municipales
- 2023-2026[4]
  - Alcalde: Jubinal Nicodemos Flores.
  - Directorio:

  1. Abg. Siler Manuel Fernández Vallejos (Gerencia Municipal de Rioja)
  2. Dr. Héctor Manuel Suárez Ríos (Gerencia de Servicios de Administración Tributaria)
  3. Dra. Juliet Dianita Pérez Corrales (Gerencia de Administración y Finanzas)
  4. Ing. Lino Guerra Chota (Gerencia de Desarrollo Urbano y Rural)
  5. Econ. Luis Gilberto Nuñez Sánchez (Gerencia de Desarrollo Económico Local)
  6. lng. Josué Pilco Pezo (Gerencia de Inversiones)
  7. Lic. Miguel Antonio Mestanza Pilco (Gerencia de Fiscalización y Seguridad Ciudadana)
  8. CPC. Berlin Mera Tantalean (Gerencia de Planificación y Presupuesto)
  9. Lic. Elmer Pérez Vásquez (Gerencia de Desarrollo Social)
  10. Ing. John Víctor Hans Bances Santamaría (Gerencia Desarrollo Ambiental)

### Policiales
- Comisario: Mayor. PNP Joel Eduardo Ramos Flores

## Festividades
- Carnaval Riojano (enero-marzo)
- Fiesta de San Juan (24 y 25 de junio)
- Santo Cristo de Bagazán (segundo domingo de junio de cada año)
- Aniversario de la provincia de Rioja (21 y 22 de septiembre)